# Andrographideae
Andrographideae es una tribu de la familia Acanthaceae, subfamilia Acanthoideae que tiene los siguientes géneros:

## Géneros
- Andrographis
- Cystacanthus
- Diotacanthus
- Graphandra
- Gymnostachyum
- Haplanthodes
- Indoneesiella
- Phlogacanthus